# Myriam Yardeni
Myriam Yardeni (ebraică:מרים ירדני; născută Marika Jakobovits 25 aprilie 1932 Timișoara – d. 8 mai 2015 Haifa) a fost o istorică israeliană, originară din România, cunoscută prin cercetările ei în domeniul istoriei Franței, mai ales al gândirii politice, al istoriografiei și studiului identității naționale franceze, al trecutului  hughenoților și relațiilor lor cu evreii.  Profesoară la Universitatea din Haifa, a fost laureată a Premiilor Israel (1999) și EMET (2007).

## Biografie
Myriam Yardeni s-a născut ca Marika Jakobovits, la Timișoara, în România într-o familie evreiască din pătura mijlocie. Deoarece, cu câteva excepții, evreii timișoreni nu au fost deportați spre exterminare în timpul Holocaustului, familia ei a supraviețuit anilor celui de-al doilea război  mondial și ai regimului fascist în România. După studii liceale la gimnaziul evreiesc și la liceul clasic din orașul natal, a emigrat în Israel în anul 1950.
A învățat ebraica la Ulpan Etzioni din Ierusalim, apoi a studiat la Seminarul pedagogic înființat acolo de Martin Buber. Ea și-a continuat studiile la Universitatea Ebraică, obținând titlul întâi în istorie generală și cultura Franței, apoi titlul de master în istorie generală.  Teza ei de master , redactată în 1961 sub conducerea profesorului  Yaakov Talmon, a avut drept subiect activitatea lui Bernard Lazare, publicist și fruntaș anarhist și sionist francez de la sfârșitul secolului al XIX-lea.
La începutul carierei,Myriam Yardeni a fost profesoară la un liceu seral, a predat la școlile de ebraică pentru noii imigranți, de asemenea a lucrat în cadrul Societății israeliene de istorie. În 1963 a scris teza ei de doctorat la Sorbona sub îndrumarea lui Roland Mousnier. În perioada șederii la Paris ea a studiat și la  Școala de Înalte Studii de Științe Sociale. Întoarsă în Israel, a devenit cadru didactic la Institutul universitar din Haifa , devenit ulterior Universitatea din Haifa, unde din  1975 a fost profesoară. Ca șefă a catedrei de istorie generală, ea a înființat acolo un institut de cercetarea istoriei Franței, iar în anul 2000 a întemeiat facultatea de istorie a Universității din Haifa.
Myriam Yardeni a fost membră a asociației St.Hilda's College dela Universitatea Oxford, de asemenea profesoară oaspete la CNRS, la universitatea Bordeaux, la universitatea Michel de Montaigne Bordeaux 3, și la Institutul de Stiința Religiei din cadrul Școlii de Înalte Studii din Paris.
In anul 2001 a ieșit la pensie devenind profesoară  emerită.
Myriam Yardeni a murit în anul 2015. Ea a fost înhumată în cimitirul kibuțului Neve Yam.

## Activitatea ei de cercetare. Principalele cărți publicate
Myriam Yardeni s-a concentrat mai cu seamă asupra cercetării istoriei moderne în Europa, în deosebi în Franța.

### Conștiința naționalăîn Franța în epocarăzboaielor religioase
Această carte, „La conscience nationale en France pendant les guerres de religion 1559-1598”, prelucrare a tezei de doctorat a autoarei, se ocupă de conflictul dintre religie și conștiința națională. Yardeni examinează și impactul propagandei și evaluează însemnătatea imaginii dușmanului în ochii taberei ostile: în ce fel percepeau catolicii pe protestanți și invers. În scopul scrierii doctoratului a citit autoarea circa 5000 de manifeste și scrieri polemice din vremea respectivă. Această carte este dintre primele lucrări consacrate războaielor religioase care dezbat importanța propagandei politice.

### Utopieși revoltă subLudovic al XIV-lea
Cartea „Utopie et révolte sous Louis XIV” prezintă ciudatele si straniile utopii din vremea lui Ludovic al XIV-lea ca expresie aproape unică posibilă de „revoltă” impotriva absolutismului politic al Regelui Soare. Cu alte cuvinte, nu exista atunci nici o altă posibilitate de a exprima protestul sau împotrivirea față de regim și nici măcar de a propune căi oarecare de schimbare.

### Diasporaprotestantă (sau Refugiul protestant)
Această lucrare, „Le Refuge Protestant”, poate fi considerată cel dintâi studiu comparativ în secolul al XX-lea (i-a precedat doar o carte din secolul al XIX-lea dedicată emigrației hughenote.
Cartea examinează condițiile de absorbție ale hughenoților în țările lor de azil, procesele și ritmul de asimilare, precum și influența pe care au exercitat-o asupra modernizării societăților europene în secolul al XVIII-lea în domeniul economic,social, al gândirii politice și al comunicației.

### Mentalitățiantievreieștiîn Europa de la începutulepocii moderne
„Anti Jewish Mentalities in Early Modern Europe” este cea dintâi culegere de articole (scrise în engleză sau traduse din  ebraică și franceză)  ale lui Myriam Yardeni. În carte sunt adunate articole ce analizează reflexele antievreiești și percepțiile stereotipe antievreiești în Europa din epoca modernă timpurie, mai ales în Franța - 
de exemplu în istoriografia franceză în secolele al XVII-XVIII-lea).
Unul din articole cercetează crearea stereotipurilor  antisemite grave și extreme la preotul   Meslier, unul din gânditorii ateiști care l-au influențat mult pe Marx.
Un alt articol discută atitudinea fată de evrei a  unor gânditori însemnați ca de pildă Pierre Bayle. Bayle se referea la istoria evreilor ca la orice istorie umană, normală, care poate fi explicată prin factori umani și nu ca pedeapsă divină pentru deicid. Bayle se  arăta cu totul neutru in raport cu evreii, îi lăuda când îndeplineau standardele sale morale, iar în cazurile contrare, îi condamna. El susținea că majoritatea defectelor evreilor proveneau din educație și din închistarea în lumea lor restrânsă.

### A regândi istoria. Aspecte aleistoriografieihughenote de la Războaiele religioase laRevoluție
„Repenser l’histoire. Aspects de l’historiographie huguénote des guerres de Religion à la Révolution”
Așa se numeșe un alt volum de articole care examinează atitudinea specială a istoricilor hughenoți față de istorie. Ei s-au numărat printre înnoitorii marcanți în acest domeniu din secolul al XVI-lea. Innoirile pe care le-au adus s-au caracterizat prin noi metode istorice  si noi perceptii istorice , ei văzând  în ocupația lor o misiune în înțelesul teologic al cuvântului.
În ce privește inovațiile în domeniul metodelor ei au indicat de exemplu legătura dintre toate componentele istoriei: istoria regimurilor,a legilor, a instituțiilor, a armatei, a literaturii etc. și interacțiile lor reciproce.

### Diaspora (refugiul) hughenot: cultură și asimilare
„Le Refuge huguenot: culture et assimilation„” este titlul unei alte culegeri de studii în care Yardeni discută procesul de asimilare și integrare a refugiaților  hughenoți in articole care abordeaza  subiectul din diverse unghiuri. Un exemplu îl constituie articolul despre nașterile ilegitime  în comunitatea din Berlin , după peste o generație de inchidere in sine și viață personala fără reproș. Yardeni vede în fenomenul nașterilor nelegitime în sacra comunitate un semn de începere a asimilării in sânul populației  berlineze. 

Alte articole se referă la procesul de îndepărtare
a refugiaților de Franța  și la cel de  incetățenire în țările de azil.

### Cercetări asupraidentității naționalefranceze dinRenaștereși până laIluminism
„”Enquêtes sur l’identité de la « nation France » de la Renaissance aux Lumières” este cel de-al patrulea volum de articole publicat de Myrian Yardeni. El tratează despre identitatea francezilor prin prizma raportului cu trecutul lor și cu scrierea istorică.
Unul din articole este consacrat metamorfozei laice a conceptului de popor ales: „Conștiința de popor ales in naționalismul francez din veacurile al XVI lea  - al XVIII-lea ”
. 
Într-un alt articol  observă Yardeni în ce fel descriu istoricii francezi din secolul al XVII-lea geneza Franței si nașterea națiunii franceze..
Un alt studiu este dedicat modului în care s-a format identitatea franceză în orașele și provinciile franceze din secolul al XVII-lea.  
Alt articol incearcă să                                             explice concepția lui Montesquieu în termeni matematici si armonici,

### Hughenoții si evreii
Această carte a lui Myriam  Yardeni se referă la atitudinea favorabilă adoptată de hughenoți față de evrei, atitudine cu totul nouă în teologia creștină și care se baza pe de o parte pe învățătura teologică lui Calvin, iar pe de altă parte, pe numeroasele paralelisme  între destinele  celor două minorități, ca de pildă expunerea la prigoane. Această orientare și-a găsit  expresia în vremea Revoluției franceze, în timpul Afacerii Dreyfus și de asemenea în cursul perioadei Holocaustului, când locuitorii târgușorului Le Chambon-sur-Lignon au salvat 5000 de evrei din Cevennes și  Languedoc-Roussillon.    
Cartea a fost tradusă în franceză și publicată în 2003 în editura Champion.

### Ultimele ei cercetări
În ultimii ani ai vieții Myriam Yardeni a lucrat la o cercetare („Les monarchomaques de la Saint Barthélémy”) asupra locului important ocupat de religia creștină calvinistă în teoriile politice ale monarchomachilor  (termen de sursa elenă care desemna pe adversarii regalitătii, care se împotriveau mai ales puterilor exagerate exercitate de monarhi) și a încercat să arate că principalele motivații ale acestora erau religioase și nu politice.

### Cărți
- La conscience nationale en France pendant les guerres de religion (1559-1598).

Publications de la Faculté des Lettres et Sciences Humaines de Paris-Sorbonne, 
série "Recherches' t. 59, Paris, Louvain: Editions Nauwelaerts, 1971. 
- Utopie er révolte sous Louis XIV. Paris, Nizet, 1980.

(ed.) Les Juifs dans l'histoire de France. Leiden: Brill, 1980. 
- Le Refuge Protestant. Paris: PUF, 1985 [Coll. l'Historien, 50).
- French Protestantism and Antisemitism: Monograph on the History of Antisemitism(Hebrew) The Hebrew University of Jerusalem and the Zalman Shazar Center (in print), French edition: Albin Michel

### Cărți pe care le-a redactat
- (ed.) Les Juifs dans l’histoire de France, Leiden: Brill, 1980.(Evreii in istoria Frantei)
- (ed.), Modernité et non conformisme en France à travers les âges, Leiden, Brill, 1983 (H.A. Oberman (ed.), Studies in the History of Christian Thought, vol. XXVIII).

(Modernitate și nonconformism în Franța în decursul istoriei) 
- (ed.) Idéologie et propagande, Paris: Picard, 1987.

(Ideologie și propagandă)
- (ed.) împreună cu Ilana Zinger (Ilana Zinguer) Les deux Réformes chrétiennes: propagation et diffusion, Leiden, Brill, 2004, (Studies in the History of Christian Traditions, vol.114).(Cele două Reforme creștine: propagarea și răspândirea lor)

### Carte omagială ce i s-a consacrat
O. Elyada, J. Le Brun, (eds.), Conflits politiques, controverses religieuses – essais d’histoire européenne aux 16e-18e, Hommage a Myriam Yardeni. Paris, Editions de l’Ecole des hautes études en sciences sociales, 2002.

## Distincții și premii
Myriam Yardeni, care este astăzi profesor emeritus al Universitatii din  Haifa, a fost onorată pentru activitatea ei cu:
- Premiul de stat al Israelului  - Premiul Israel, în anul 1999
- Premiul EMET (emet = adevăr, sau inițialele cuvintelor Emuná-Madá-Tarbut, în ebraică  „Credință,Știință, Cultură”)  pe anul 2007